# Manishtusu
Manishtusu (ou Maništušu ou Man-Istusu ou Manishtusu ou Manishtousou) est un roi de l'empire d'Akkad. Il est le fils de Sargon d'Akkad. Ses dates de règne sont incertaines, notamment parce qu'on ne sait pas s'il succède à son frère Rimush ou bien le précède. Les deux règnent vers 2276-2254 av. J.-C. 
Des révoltes du plateau de l'Iran vont le contraindre à mener une campagne vers Anshan et Shérikhum (contrée sans doute située dans la région du Fars actuel). Puis selon les textes, il fait traverser le Golfe Persique à sa flotte. De l'autre côté de la mer, trente-deux villes du pays de Magan (Oman actuel) se liguent contre lui, mais il les bat. Il tue leurs Rois et pille les mines d'argent. Cette campagne reste sujette à discussion. Il semblerait plutôt que sa flotte ait fait une incursion sur les rives de l'extrémité du golfe Persique, soit vers le Kermân, soit vers Oman.
Manishtusu est assassiné à la suite d'une conspiration. On ne connaît pas le nom de son épouse, mais il est le père de Naram-Sin et de Meshalim.

## Monuments
Deux petits « monuments » de ce roi, contenant énormément d'inscriptions, ont été retrouvés.
Le premier est appelé « Monument cruciforme ». Il a été exhumé à Sippar par Rassam en 1831 et se trouve au British Museum. Il est considéré comme autobiographique, sans doute parce que l'inscription qu'il porte commence par les formules habituelles « Je suis Manishtusu le fils de Sargon, le Roi puissant de Kish ». En fait, l'essentiel de l'inscription est relatif à la libération par le roi de trente-huit cités.

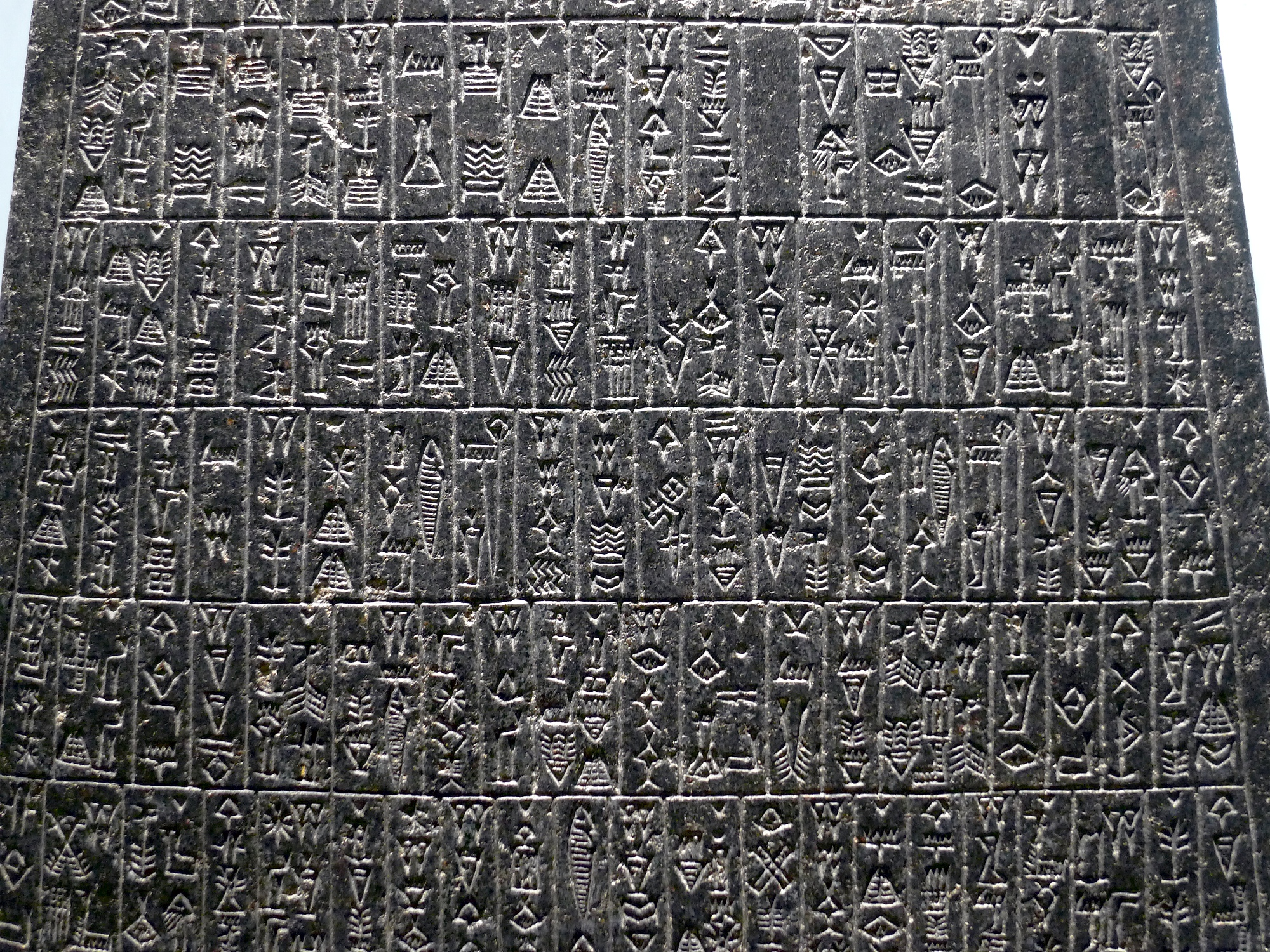
Détail du texte gravé sur l'obélisque de Manishtusu.

Le second monument est appelé la « pyramide de Manishtusu ». Il a été retrouvé à Suse et est exposé au musée du Louvre. C'est un bloc de diorite de 1,40 m de haut recouvert d'inscriptions sur ses quatre faces. Les inscriptions rapportent l'achat par le roi de nombreux terrains afin de constituer un grand domaine foncier. Dans chacun de ces textes, le roi mentionne soit les terrains acquis, soit les denrées mises à la disposition du dieu.
On a aussi découvert à Suse deux socles de statues du roi, dont l'un est en diorite, et qui sont aujourd'hui au musée du Louvre, ainsi qu'un buste du souverain dans la tradition sumérienne.